# Östby och Ö
Östby (deel van) en Ö (deel van) (Zweeds: Östby (del av) och Ö (del av)) is een småort in de gemeente Ånge in het landschap Medelpad en de provincie Västernorrlands län in Zweden. Het småort heeft 74 inwoners (2005) en een oppervlakte van 13 hectare. Het småort bestaat uit een deel van de plaats Östby en uit een deel van de plaats Ö. De plaats Ö heeft, samen met een aantal andere plaatsnamen in Zweden met de naam Å of Ö, de kortste plaatsnaam van Zweden.